# 薛德麗
薛德麗（英語：Nadia Schadlow），是一名美國官員、國防事務顧問，曾經在2018年短暫擔任美国副国家安全顾问。

## 生平
她從康乃爾大學取得政治與蘇聯研究學位，並且從約翰·霍普金斯大學保罗·尼采高级国际研究学院取得碩士和博士學位。她是書籍《戰爭與管治術》（War and the Art of Governance）的作者，著作在2017年由喬治城大學出版社出版。她也在聖心大學擔任講師，也是美國外交關係協會的完全會員。